# أفسو

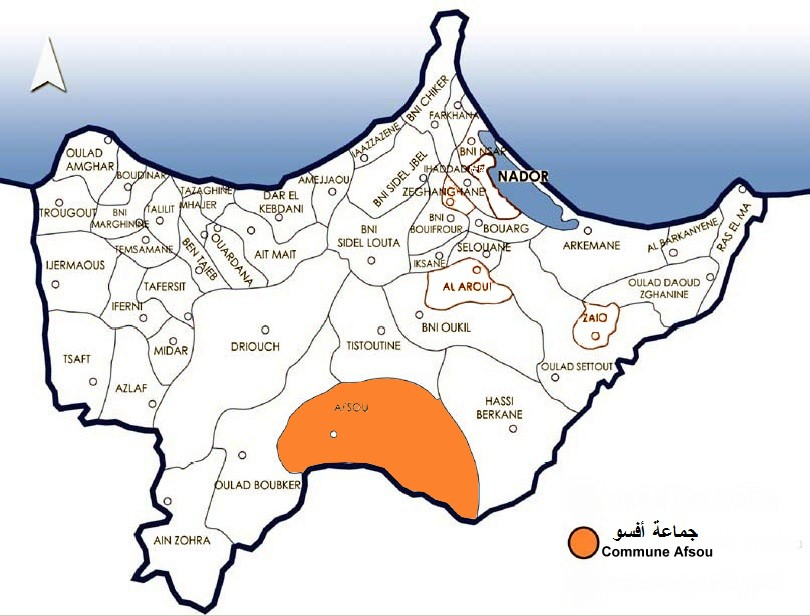
جماعة أفسو في إقليم الناظور

جماعة أفسو (بالأمازيغية الريفية: ⴰⴼⵙⵓ) جماعة قروية تابعة لقبيلة آيت بويحيي الريفية الأمازيغية بإقليم الناظور وتتموقع في جنوب هذا الإقليم في شمال المغرب. تحد شمالا بجماعة تيزضوضين وشرقا بجماعة حاسي بركان وكلاهما تابعتين مثلها لنفس القبيلة، أما من الغرب فتحد بجماعة اولاد بوبكر التابعة لقبيلة مطالسة، من الجنوب تحد بجماعة صاكا هذه الأخيرة رغم أنها تنتمي أيضا لقبيلة آيت بويحيي إلا أنها تابعة لإقليم جرسيف. يبلغ عدد سكان الجماعة 3413 نسمة حسب إحصاء سنة 2004.

## التقسيم الإداري
من بين القرى والدواوير المكونة لجماعة أفسو نجد:
- دوار أولاد بوعياد
- دوار أولاد سليمان
- دوار أولاد عثمان (إعثمانين)